# Baia di Brandon
La baia di Brandon (Brandon Bay in inglese) è una delle più rinomate e vaste insenatura della penisola di Dingle, nel Kerry, contea d'Irlanda.

## Descrizione

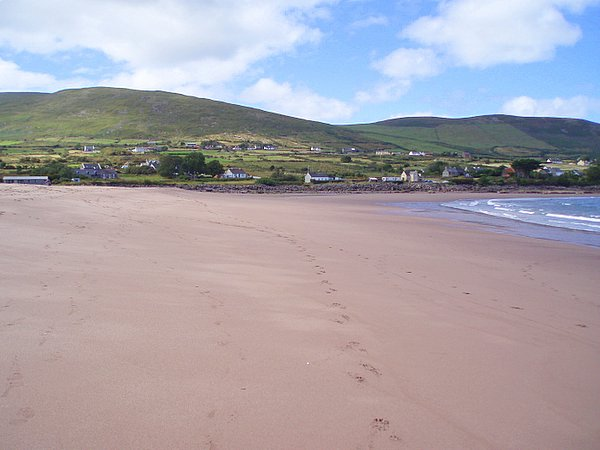
Brandon beach

La baia è situata ad ovest della baia di Tralee, sulla parte settentrionale della penisola, morfologicamente a marea bassa ha una forma quasi perfettamente semicircolare, delimitata ad est dal lembo di terra di Maharees e ad ovest dalla massa montuosa di Brandon Point. Con l'alta marea si forma, invece, un braccio più indentato, che coincide con la foce del fiume Owenmore.
La baia prende il nome dal monte Brandon, uno dei più alti d'Irlanda (951 m), da cui prendono il nome anche molte località limitrofe: un villaggio (Brandon), i promontori Brandon Point e capo Brandon e la scogliera Brandon Creek. Il monte in realtà, prende il nome da uno dei santi più venerati in Irlanda, San Brendano il Navigatore. Dalle cime del complesso del monte Brandon, e più precisamente dal famoso Connor Pass, si ha una panoramica di tutta la baia.
La baia è meta gettonatissima per gli appassionati di windsurf, a tal punto che ha ospitato tre eventi professionistici nel 2000, 2001 e 2002. Anche il surf sta conoscendo una sempre crescente diffusione.
I centri principali sono Cloghane e Kilcummin.